# A980 (motorväg, Tyskland)
A980 är en kort motorväg i Bayern i Tyskland.

## Trafikplatser
|  | Nr | Skyltning                 |
|  | 1  | Allgäu (T-Korsning) E 532 |
|  | 2  | Durach                    |
|  |    | Illertalbrücke (270m)     |
|  | 3  | Waltenhofen               |